# Bild

Logoul ediției de duminică al ziarului

Bild, de asemenea denumit uzual Bild-Zeitung, (în română Imagine) este un ziar german publicat de către Axel Springer AG. Ziarul este publicat de luni până sâmbătă iar duminica apare ca Bild am Sonntag.
Ambele sunt considerat ca fiind unele dintre cele mai citite jurnale din Germania.